# Niptera umbelliferarum
Niptera umbelliferarum är en svampart som beskrevs av Velen. 1934. Niptera umbelliferarum ingår i släktet Niptera, ordningen disksvampar, klassen Leotiomycetes, divisionen sporsäcksvampar och riket svampar.   Inga underarter finns listade i Catalogue of Life.